# Ukko

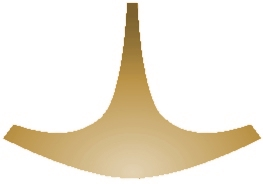
Ukko's hamer

In de Finse mythologie is Ukko de god van de hemel, het weer, gewassen, en andere natuurlijke zaken. Hij is ook de belangrijkste god in de mythologie, en het Finse woord ukkonen, donderstorm, is afgeleid van zijn naam. In de Kalevala wordt hij ook wel ylijumala (hoge god) genoemd, omdat hij de god van alle dingen is.

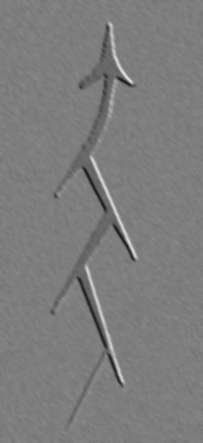
Ukko's hamer, symbool voor bliksem en een slang

Ukko maakt zijn aanwezigheid kenbaar puur en alleen door voor natuureffecten te zorgen, wanneer er om gevraagd wordt. Vertaald betekent “Ukko” letterlijk “oude man”, hij is de gelijke van Odin in de Noordse mythologie, met overeenkomsten met Thor.
Ukko’s oorsprong ligt waarschijnlijk in de Baltische Perkons en de oudere Finse hemelgod Ilmarinen. Thor of Ásatrú worden ook wel geassocieerd met Perkons. Terwijl Ukko, Ilmarinen’s, plaats als hemelgod innam, is het Ilmarinen’s lot om in een sterfelijke smid-held te veranderen.
Ukko’s wapen was een hamer genaamd Ukonvasara (Ukko’s hamer), of een bijl of zwaard, waarmee hij bliksem sloeg. Als Ukko met zijn vrouw Akka (dat oude vrouw betekent) de liefde bedreef, ontketende de daad een donderstorm. Hij creëerde ook donderstormen door met zijn strijdwagen door de hemel te rijden.